# Maya Takeuchi
Maya Takeuchi (* 9. Oktober 1998) ist eine japanische Leichtathletin, die sich auf den Weitsprung spezialisiert hat.

## Sportliche Laufbahn
Erste internationale Erfahrungen sammelte Maya Takeuchi im Jahr 2015, als sie bei den Jugendweltmeisterschaften in Cali mit einer Weite von 5,89 m den elften Platz belegte. 2025 belegte sie dann bei den Asienmeisterschaften in Gumi mit 6,05 m den achten Platz.
In den Jahren 2024 und 2025 wurde Takeuchi japanische Hallenmeisterin im Weitsprung.

## Persönliche Bestleistungen
- 100 m Hürden: 13,30 s (+0,2 m/s), 25. Juni 2021 in Osaka
- Weitsprung: 6,49 m (+1,7 m/s), 22. September 2024 in Yamaguchi